# The Sims 4: Нарядные Нитки
The Sims 4: Нарядные Нитки (англ. The Sims 4: Nifty Knitting) — каталог, выпущенный для игры The Sims 4. Ключевая особенность — возможность заниматься вязанием, вязать одежду, предметы, продавать созданные предметы в виртуальном магазине.
Каталог «Нарядные Нитки» создавался по итогам голосования, создатели сообщали о ходе разработки. В каталог были добавлены хеви-метал песни, как отсылка к финскому конкурсу по вязанию среди метал-музыкантов.

## Игровой процесс
Каталог вводит вязание. Совершенствуя свой навык, сим открывает доступ к большей коллекции предметов или одежды для вязания: шапочки, свитера, носки, подвесные кашпо, украшения, коврики, пуфы, детские игрушки и так далее. Чтобы вязать, надо приобрести корзину для вязания и добавить её в инвентарь персонажа. Сим может обучать других симов вязанию. В каталоге присутствует жизненное стремление, связанное с вязанием. Каталог вводит 41 аксессуар — причёски и одежду, большая часть которой разблокируется при развитии навыка вязания. Помимо стандартной коллекции мебели, «Нарядные нитки» вводят кресло-качалку.
Plopsy — это виртуальный аналог Etsy, где симы могут продавать созданные предметы, чтобы заработать симолеоны. Там можно продавать другие, сделанные вручную предметы, или же покупать предметы, выставленные на продажу другими симами. Когда кто-то через Plopsy заказывает предмет, сим затем должен отправить его по почте, чтобы получить деньги. Чем выше навык вязания, тем дороже предметы можно продать. Созданные предметы можно дарить другим симам или жертвовать их на благотворительность.

## Разработка и выпуск
Тема «Нарядных Ниток» была выбрана для каталога по итогам онлайн-голосования. Голосование было поделено на несколько этапов, начина с общей темы каталога, затем велось голосование по облику предметов и одежды для каталога, а затем название для каталога. Аналогично пользователи раннее выбрали тему для каталога «День Стирки». В процессе разработки, создатели делились с игроками информацией о ходе разработки. Таким образом большая часть содержимого каталога была уже известна до его релиза. В каталоге есть отсылка к персонажу Ярни из игры Unravel.
Каталог был анонсирован 16 июля 2020 года, тогда же был выпущен трейлер. Его выход состоялся 28 июля 2020 года для персональных компьютеров, Xbox One и PlayStation 4.

## Музыка

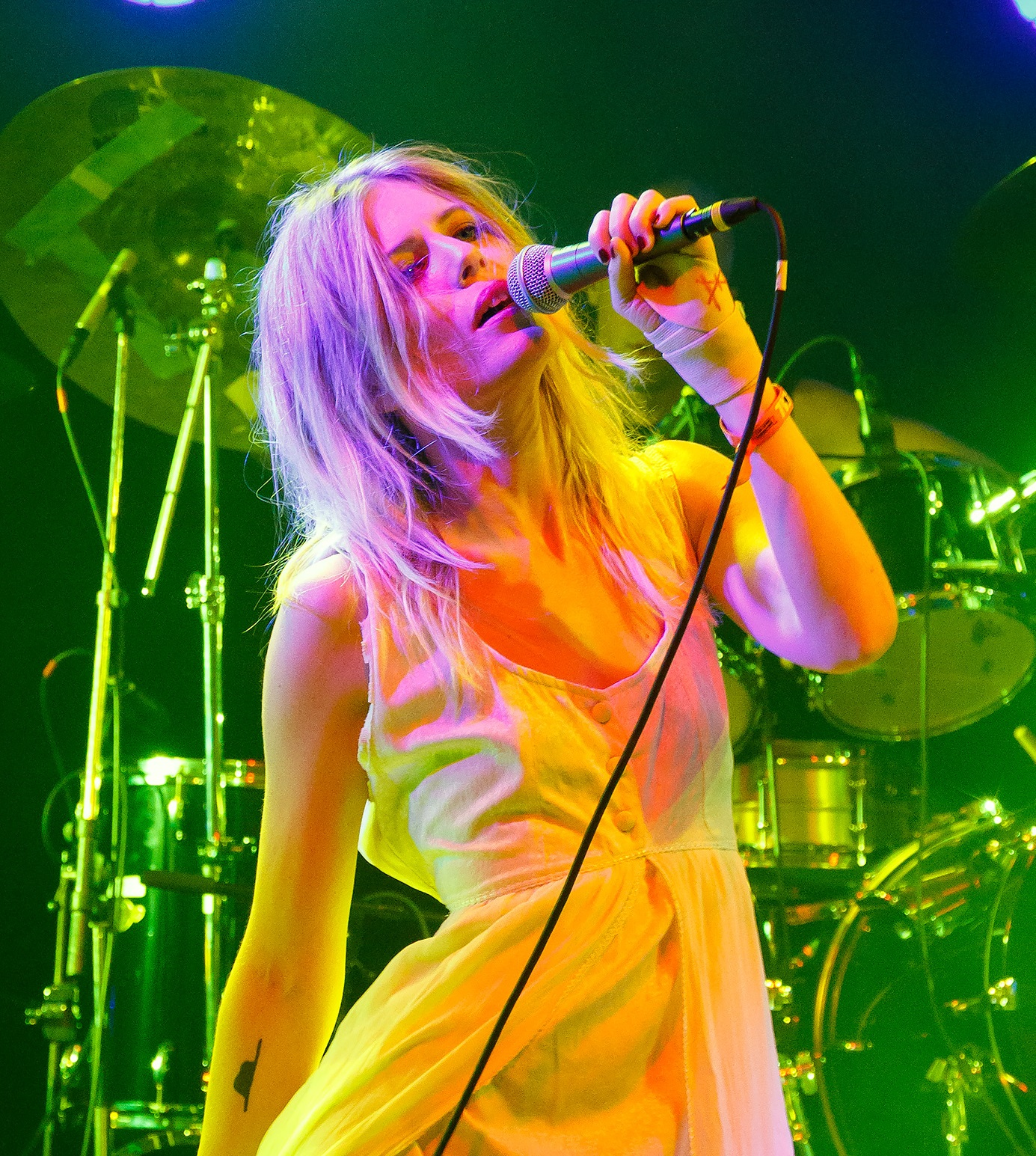
Для каталога на симлише свою песню перезаписала Myrkur

В игру добавили музыкальную станцию метал, если сим слушает эту музыку во время вязания, он получает баффы. Комментируя решение добавить в каталог о вязании метал-песни, разработчики хотели оставить отсылку к проведённому в 2019 году чемпионату в Финляндии, где хэви-метал музыканты должны были одновременно выступать и заниматься вязанием.
| №   | Название                    | Автор(ы)             | жанр/звучит в? | Длительность |
| --- | --------------------------- | -------------------- | -------------- | ------------ |
| 1.  | «Phonometrics»              | Breakfast for Dinner | фокус          | 3:46         |
| 2.  | «Black Keys»                | Briana Billups       | фокус          | 2:10         |
| 3.  | «Slow Run»                  | Drew Boles           | фокус          | 3:30         |
| 4.  | «Bird in a Bee House»       | Gustave              | фокус          | 2:05         |
| 5.  | «Grape Jelly»               | Stuart and Milvia    | фокус          | 3:51         |
| 6.  | «After Hours»               | Unicorn Hunter       | фокус          | 3:13         |
| 7.  | «Electric Messiah»          | High On Fire         | метал          | 4:17         |
| 8.  | «Zomberribe»                | Melasine's Key       | метал          | 3:54         |
| 9.  | «Onde Børn»                 | Myrkur               | метал          | 4:29         |
| 10. | «Forastu Mordoo»            | Necrofortress        | метал          | 5:01         |
| 11. | «Yob Owb Dahalfords»        | Tablet of the Reaper | метал          | 5:38         |
| 12. | «The Legend Of Mother Swan» | The Hu               | метал          | 5:26         |
| 13. | «Bleed Into Me»             | Trivium              | метал          | 4:14         |

## Критика
| Сводный рейтинг    | Сводный рейтинг |
| Агрегатор          | Оценка          |
| ------------------ | --------------- |
| Metacritic         | 63%             |
| Иноязычные издания |                 |
| Издание            | Оценка          |
| Gaming Trend       | 85              |
| Digital Trends     | [ 1 ]           |
| COGconnected       | 80%             |
| GameSpace          | 7/10            |
| Screen Rant        | 20%             |

Каталог получил смешанные отзывы, средняя оценка по версии агрегатора Metacritic составила 63 баллов из 100 возможных.
Холли Хадспет с сайта Gamingtrend наслаждалась каждой минутой игры и назвала каталог глотком свежего воздуха после выхода спорного дополнения «Экологичная жизнь». Коллекция предметов очень уютная. Хотя в целом каталог предлагает не много игрового контента, но он получился очень увлекательным.
Мари Сегарра с сайта Digitaltrends призналась, что получала удовольствие от совершенствования навыка вязания, назвав его реалистичным. Сегарра оценила введение жизненной цели о вязании, заметив отсутствие подобных целей для навыков флористики или столярного дела в базовой версии. Коллекцию предметов Сегарра назвала удобными реалистичными, совместимыми с предметами из других DLC. Предметы, получаемые при вязании очаровательны, они добавляют больше колорита. Сегарра подытожила, что «Нарядные Нитки» наряду с «Компактной жизнью» стали лучшими каталогами.
Критик сайта Cogconnected назвал «Нарядные нитки» приятным сюрпризом, предложившим больше контента, чем критик ожидал. Он оценил реалистичные анимации, связанные с вязанием, а также заметил, что добавленные с каталогом предметы прекрасно соответствуют теме вязания.
Кэтрин Даро с сайта GameSpace осталась недовольна количеством контента, заметив, что вязание можно было бы добавить в качестве базового навыка или лучше раскрыть эту тему, добавив, например, шитье, вязание крючком, вышивание и т. д. Она заметила, что по наполненности геймплея «Нарядные нитки» явно уступают «Компактной жизни».
Разгромный отзыв оставила Мария Мелузо с сайта Screen Rant, заметив, что каталог мог бы предложить несколько видов ремёсел, но в итоге ощущается слишком нишевым. Доступные в каталоге предметы выглядят, как переработанные модели предметов из предыдущих DLC.